# وینیل‌بیتال
وینیل‌بیتال (انگلیسی: Vinylbital) یک داروی خواب‌آور و آرام‌بخش و از مشتقات باربیتورات است.